# ویل شفر
ویل شَفِر (انگلیسی: Will Schaefer؛ ۲۳ نوامبر ۱۹۲۸ – ۳۰ ژوئن ۲۰۰۷) موسیقی‌دان، آهنگساز و رهبر ارکستر اهل ایالات متحده آمریکا بود.
او دانش‌آموختهٔ رشتهٔ موسیقی در دانشگاه دوپال و دانشگاه نورت‌وسترن بود.
از فیلم‌ها یا مجموعه‌های تلویزیونی که وی در آن‌ها نقش داشته است، می‌توان به دود اسلحه و راهبه پرنده اشاره نمود.